# Cataldjali Hasan Paixà
Cataldjali Hasan Paixà fou un militar otomà, que va arribar a kapudan paixà. Era fill d'un oficial genísser de Çatalca i va poder entrar al servei de Palau on va ocupar diversos càrrecs secundaris fins que va arribar a kapudan paixà el 1625/1626 i se li va concedir la mà de la princesa otomana Aixa Sultan (filla d'Ahmet I).
Va reinstal·lar Canibek Giray com a kan a Crimea (1628). El 1630/1631 va destruir una flota dels cosacs que havia assolat la costa de la mar Negra, i va restaurar Ózi (Oczakov) al Dnièper. Per un conflicte amb el caimacan Redjeb Paixà va ser destituït del seu càrrec el 8 d'octubre de 1631, i fou nomenat beglerbeg de Budin.
Va morir un temps després a Doghan Köprüsü (Tesàlia).